# 牧野常夫
牧野 常夫（まきの つねお、1950年 - ）は、日本の実業家。パソコン教育サーヴィスのアビバジャパン創業者、元代表取締役社長。学院長。2003年教育訓練給付金制度見直しを境に経営悪化し産業再生機構が支援、アビバジャパン経営権を譲渡。別法人JAGAT株式会社にて教育サーヴィスを継続。JAGAT株式会社代表取締役社長。

## 略歴・人物
パソコン教育の必要性を感じ、日本パソコン学院アビバを立ち上げ、急成長を遂げた。
- 生年月日 : 1950年愛知県生まれ
- 卒業大学 : 神奈川大学法学部卒業

―職歴―
- 高等学校講師
- 1979年 名教ゼミ・名古屋家庭教師学院を創立。小中学生を対象に家庭教師派遣をする
- 1984年、ワープロの普及に先駆けて名古屋ワープロ学院金山校を開校。以後各地にワープロ学院を開校
- 1996年、ワープロ教育からパソコン教育へと対象移行
- 1996年、同時に学院の名称を日本パソコン学院アビバに改称
- 1996年　株式会社情報学習新聞社（JAGAT株式会社）設立
- 2001年　株式会社アビバジャパンに統合して急成長
- 2003年5月　教育訓練給付金制度の80%給付から40％への見直しを境に、新規受講者数が大幅に減少。財務運営に支障をきたし破綻
- 2005年1月18日、産業再生機構が支援を決定
- 2005年4月1日　ベネッセが95%以上出資する譲受会社の株式会社アビバへと全営業譲渡。株式会社アビバジャパン清算、以降ベネッセ傘下となるも、更に、2010年　株式会社ベネッセ･ホールディングスはアビバ全株式をスリープログループ株式会社に譲渡
- 2005年　牧野常夫はアビバジャパン経営権を手放したが、残された別法人株式会社情報学習新聞社（JAGAT株式会社）を用いて再起
- 2017年　現在JAGAT株式会社にて個人情報保護士認定試験学習指導等の教育サーヴィスを継続・展開

## エピソード
- 2005年破綻前、アビバジャパンは全国に330の教室を展開、約5万4千人が在籍、年間で延べ約10万人が資格取得し、2003年12月期売上高206億94百万円。業界最大手であった。[1]
- 「教育はサービス業だ。―学校ができないことをやろう」2003年出版の著書のタイトル（ダイヤモンド社） 。